# Suzanne Daynes-Grassot
Pour les articles homonymes, voir Daynes.
Suzanne Élise Brigitte Daynes-Grassot-Solin, née le 27 avril 1884 dans le 10e arrondissement de Paris et morte le 17 août 1976 à Poissy, est une peintre et illustratrice française.

## Biographie
Fille de Victor-Jean Daynes, élève de Jean Beraud, elle expose au Salon des artistes français dès 1903 avec un portrait de Germaine Réjane-Porel. Membre de la Société nationale des beaux-arts et du Salon des indépendants, elle expose en 1929 au Salon d'hiver dont elle est sociétaire les toiles Femme à sa toilette (nu) et Tête de jeune fille. 